# 嘉手納町
嘉手納町（かでなちょう、沖縄語: カディナー）は、沖縄県中頭郡の町。
戦前、県営鉄道嘉手納線の終着駅嘉手納駅が置かれ、県立二中や県立農林学校もあった。比謝川河口の港は山原船による物資の集積地となり中部の交通の要所として栄えた。もともとは北谷村の一つの字であったが、戦後、米空軍嘉手納基地によって大きく地理的に分断されたため、1948年12月4日、北谷村から分村し嘉手納村となった。現在も嘉手納町の面積82%が米軍基地に占有されている。

## 地理
沖縄本島の中部に位置し、西側で東シナ海に面している。町の中央部から南側の町域は嘉手納基地と陸軍貯油施設、また北側は嘉手納弾薬庫地区に挟まれ、町の総面積の82%が米軍基地であるため、残りの18%、町域中央部の嘉手納基地と比謝川の間の面積2.6km2の一帯が13,300人以上の住民が暮らす市街地・住宅地となる。これらの米軍基地を除いた場合、町として日本で最も人口密度が高い福岡県志免町を上回る。
沖縄戦時に、米軍の工兵隊が建設した嘉手納ロータリーは直径160メートルの環状路と各方面への道路で構成される大規模なロータリー交差点で、町のシンボルとなっていたが、2000年代から進められた再開発に伴い、ロータリー南西の嘉手納町役場と環状路内部の地区をつなぐため、環状路の南側約1/4が撤去されロータリー交差点ではなくなり、通称としてのみ「ロータリー」の呼称が用いられる。

### 隣接する自治体
- 沖縄市
- 中頭郡北谷町
- 中頭郡読谷村

### 地域
元は村制前の4村を引き継いだ4字を置いていたが、のちに5字新設され、現在は9字を数える。
- 嘉手納（かでな）
- 野国（のぐに）
- 野里（のざと）
- 屋良（やら）

以下は1951年頃に新設された字である。
- 兼久（かねく）：野国の一部が独立
- 久得（くどく）：屋良の一部が独立
- 国直（くになお）：野里の一部が独立
- 東（ひがし）：屋良の一部が独立
- 水釜（みずがま）：嘉手納の一部が独立

以下は平成以後に住居表示により新設された町である。
- 水釜6丁目（年不詳）
- 屋良1丁目（2010年）

上記とは別に行政区も設置されている。
- 北区
- 東区
- 西区
- 南区
- 中央区
- 西浜区

### 河川
- 比謝川

### 人口
| |                                          |  |
| 嘉手納町と全国の年齢別人口分布（2005年） | 嘉手納町の年齢・男女別人口分布（2005年） |  |
| ■紫色 ― 嘉手納町 ■緑色 ― 日本全国 | ■青色 ― 男性 ■赤色 ― 女性                |  |
| 嘉手納町（に相当する地域）の人口の推移 \| 1970年（昭和45年） \| 13,820人 \| \| \| 1975年（昭和50年） \| 14,067人 \| \| \| 1980年（昭和55年） \| 14,094人 \| \| \| 1985年（昭和60年） \| 14,126人 \| \| \| 1990年（平成2年） \| 13,865人 \| \| \| 1995年（平成7年） \| 13,752人 \| \| \| 2000年（平成12年） \| 13,661人 \| \| \| 2005年（平成17年） \| 13,629人 \| \| \| 2010年（平成22年） \| 13,827人 \| \| \| 2015年（平成27年） \| 13,685人 \| \| \| 2020年（令和2年） \| 13,521人 \| \| |                                          |  |
| 総務省統計局 国勢調査より |                                          |  |
| 1970年（昭和45年） | 13,820人                                 |  |
| 1975年（昭和50年） | 14,067人                                 |  |
| 1980年（昭和55年） | 14,094人                                 |  |
| 1985年（昭和60年） | 14,126人                                 |  |
| 1990年（平成2年） | 13,865人                                 |  |
| 1995年（平成7年） | 13,752人                                 |  |
| 2000年（平成12年） | 13,661人                                 |  |
| 2005年（平成17年） | 13,629人                                 |  |
| 2010年（平成22年） | 13,827人                                 |  |
| 2015年（平成27年） | 13,685人                                 |  |
| 2020年（令和2年） | 13,521人                                 |  |

## 歴史

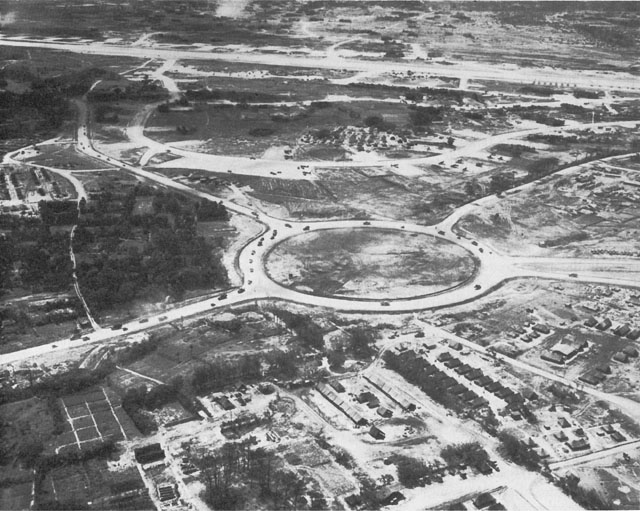
嘉手納ロータリーと嘉手納飛行場（1945年8月）

- 沖縄での最古の土器文化が確認されている野国貝塚がある他、嘉手納貝塚からは貝塚時代前期（縄文時代後期）の土器、屋良城跡からは謎の遺物といわれる線刻石版がみつかっている[2]。
- 1944年4月 - 日本陸軍が中飛行場（屋良飛行場）を建設[4]。
- 1945年4月1日 - 沖縄戦で沖縄島における最初の上陸地点となった。住民は民間人収容所に収容され、一帯は米軍の拠点となる[5]。
- 1948年12月4日 - 嘉手納飛行内の通行が禁止され、北谷村は完全に北と南に大きく分断された。北谷村役場に行くために遠く沖縄市まで迂回しなければならなくなったため、北谷村より分村し「嘉手納村」が誕生した[2]。
- 1976年（昭和51年）1月1日 - 町制施行[6]。中頭郡では初の町となる。
- 2008年 - 新町・ロータリー地区第二種市街地再開発事業完工。

## 行政

### 歴代町長
特記なき場合『統計かでな 平成29年版』による。
| 代                       | 氏名                     | 就任                     | 退任                     | 備考                     |
| 嘉手納村長（米軍統治下） | 嘉手納村長（米軍統治下） | 嘉手納村長（米軍統治下） | 嘉手納村長（米軍統治下） | 嘉手納村長（米軍統治下） |
| ------------------------ | ------------------------ | ------------------------ | ------------------------ | ------------------------ |
| 初                       | 奥間敏雄                 | 昭和24年1月3日           | 昭和28年1月18日          |                          |
| 2                        | 喜友名朝順               | 昭和28年1月19日          | 昭和32年1月18日          |                          |
| 3                        | 喜友名朝誓               | 昭和32年1月19日          | 昭和36年1月18日          |                          |
| 4                        | 伊礼春昌                 | 昭和36年1月19日          | 昭和39年7月19日          |                          |
| 5                        | 奥間敏雄                 | 昭和39年9月6日           | 昭和43年9月5日           |                          |
| 6                        | 古謝得善                 | 昭和43年9月6日           | 昭和47年9月5日           |                          |
| 嘉手納村長（公選）       |                          |                          |                          |                          |
| 7                        | 古謝得善                 | 昭和47年9月6日           | 昭和50年12月31日         |                          |
| 嘉手納町長（公選）       |                          |                          |                          |                          |
| 初-2                     | 古謝得善                 | 昭和51年1月1日           | 昭和54年1月7日           |                          |
| 3-5                      | 吉浜朝永                 | 昭和54年2月20日          | 平成3年2月17日           |                          |
| 6-10                     | 宮城篤実                 | 平成3年2月18日           | 平成23年2月17日          |                          |
| 11-                      | 當山宏                   | 平成23年2月18日          | 現職                     |                          |

## 文化・芸能
エイサー
- 北区青年会（現在休止中）
- 北区子ども会
- 西区青年会
- 東区こども会
- 南区青年会
- 中央区青年会
- 西浜区青年会
- 千原エイサー保存会（千原郷友会）千原郷友会HP

## スポーツ
少年野球チーム
- 嘉手納リトルエンジェルス
- 嘉手納ライオンズ
- 嘉手納ドリームス

プロレス団体
- 琉球ドラゴンプロレスリング（2013年4月28日旗揚げ）

## 国の行政機関
防衛省
- 沖縄防衛局

出入国在留管理庁
- 福岡出入国在留管理局那覇支局 嘉手納出張所

## 警察
- 嘉手納警察署

## 郵便
- 嘉手納郵便局

## 教育

### 小学校
- 嘉手納町立屋良小学校
- 嘉手納町立嘉手納小学校

### 中学校
- 嘉手納町立嘉手納中学校

### 高等学校
- 沖縄県立嘉手納高等学校

### 学校教育以外の教育施設
- 嘉手納町立嘉手納外語塾

## 米軍基地
現在も嘉手納町の面積82%が米軍基地に占有されている。嘉手納町における民間地は18%。
| 嘉手納町にある米軍基地 | 嘉手納町にある米軍基地 | 面積         | うち嘉手納町 |
| ---------------------- | ---------------------- | ------------ | ------------ |
| 6022                   | 嘉手納弾薬庫地区       | 26,585,000㎡ | 3,479,000㎡  |
| 6037                   | 嘉手納飛行場           | 19,855,000㎡ | 8,790,000㎡  |
| 6076                   | 陸軍貯油施設           | 1,277,000㎡  | 134,000㎡    |

## 交通

### 路線バス
以下の路線がある。62番以外の各路線は琉球バス交通・沖縄バスの共同運行で、嘉手納町中心部を除く全区間にわたって国道58号を通る（中心部では国道58号の西側の道路を通る）。62番は琉球バス交通の単独運行で、嘉手納以北は国道58号、嘉手納以東は県道74号経由。町内を通る全路線が旧嘉手納ロータリー付近の嘉手納バス停に停車する。
※BT＝バスターミナル
| 番号 | 路線名           | 運行会社              | 起点         | 終点   | 市町村                                                                    | 嘉手納町内の主な経由地             |
| ---- | ---------------- | --------------------- | ------------ | ------ | ------------------------------------------------------------------------- | ---------------------------------- |
| 20   | 名護西線         | 琉球バス交通 沖縄バス | 那覇BT       | 名護BT | 那覇市 - 浦添市 - 宜野湾市 - 北谷町 - 嘉手納町 - 読谷村 - 恩納村 - 名護市 | 海浜公園前、嘉手納町役場前、嘉手納 |
| 120  | 名護西空港線     | 琉球バス交通 沖縄バス | 那覇空港     | 名護BT | 那覇市 - 浦添市 - 宜野湾市 - 北谷町 - 嘉手納町 - 読谷村 - 恩納村 - 名護市 | 海浜公園前、嘉手納町役場前、嘉手納 |
| 28   | 読谷（楚辺）線   | 琉球バス交通 沖縄バス | 那覇BT       | 読谷BT | 那覇市 - 浦添市 - 宜野湾市 - 北谷町 - 嘉手納町 - 読谷村                   | 海浜公園前、嘉手納町役場前、嘉手納 |
| 29   | 読谷（喜名）線   | 琉球バス交通 沖縄バス | 那覇BT       | 読谷BT | 那覇市 - 浦添市 - 宜野湾市 - 北谷町 - 嘉手納町 - 読谷村                   | 海浜公園前、嘉手納町役場前、嘉手納 |
| 228  | 読谷おもろまち線 | 琉球バス交通 沖縄バス | おもろまち駅 | 読谷BT | 那覇市 - 浦添市 - 宜野湾市 - 北谷町 - 嘉手納町 - 読谷村                   | 海浜公園前、嘉手納町役場前、嘉手納 |
| 62   | 中部線           | 琉球バス交通          | 読谷BT       | 砂辺   | 読谷村 - 嘉手納町 - 沖縄市 - 北谷町                                       | 嘉手納、嘉手納町運動公園入口       |

1980年代までは謝苅線が嘉手納発着だったが、現在はうるま市の具志川バスターミナル発着に変更された。

### 道路
- 国道58号 - 読谷村から南下し嘉手納ロータリーで西に向きを変え、嘉手納基地の北側から西側を南下して那覇方面に向かう。
  - 沖縄西海岸道路（嘉手納バイパス）
- 沖縄県道74号沖縄嘉手納線（主要地方道） - 沖縄市より嘉手納基地の北側を西進し、嘉手納ロータリーで国道58号と接続する。
  - 道の駅かでな
- 沖縄県道16号線 - 実際は沖縄市との市町境から嘉手納ロータリーまでは県道74号、嘉手納ロータリーから読谷村との境界部までは国道58号と重複しているため単独路線はないが、県道74号になる前はこの路線だった。

## 出身有名人
- 南沙織（元歌手、育ったのは宜野湾市）[8]
- 野國總管 (琉球王国にサツマイモの栽培を伝える)
- 宮城篤実（政治家、前嘉手納町長）
- 沖直未（女優）
- 比嘉俊次（アナウンサー）
- スティーブン・ランドルフ（プロ野球選手、元横浜ベイスターズほか）
- 宮城滝太（プロ野球選手）
- 宮城竜輝（プロ野球選手、滝太の弟）
- 豊永盛人（琉球張り子作家、イラストレーター）
- uuna（シンガーソングライター）